# L'Angélus
Pour les articles homonymes, voir Angélus (homonymie).
Pour l’article ayant un titre homophone, voir Langélusse.
L'Angélus est un tableau de Jean-François Millet, peint entre 1857 et 1859, chef-d'œuvre exposé au musée d'Orsay de Paris. Scène champêtre de peinture de paysage et de vie paysanne réaliste, elle représente un couple de paysans de la plaine de Bière qui a posé ses outils de travaux de champs de pomme de terre, à la tombée du jour, pour la prière de l'angélus (prière à Marie, commençant par « Angelus Domini nuntiavit Mariae », soit « l'ange du Seigneur a annoncé à Marie ») sonnée au loin par le clocher de l’église Saint-Paul de Chailly-en-Bière en Île-de-France.

## Présentation

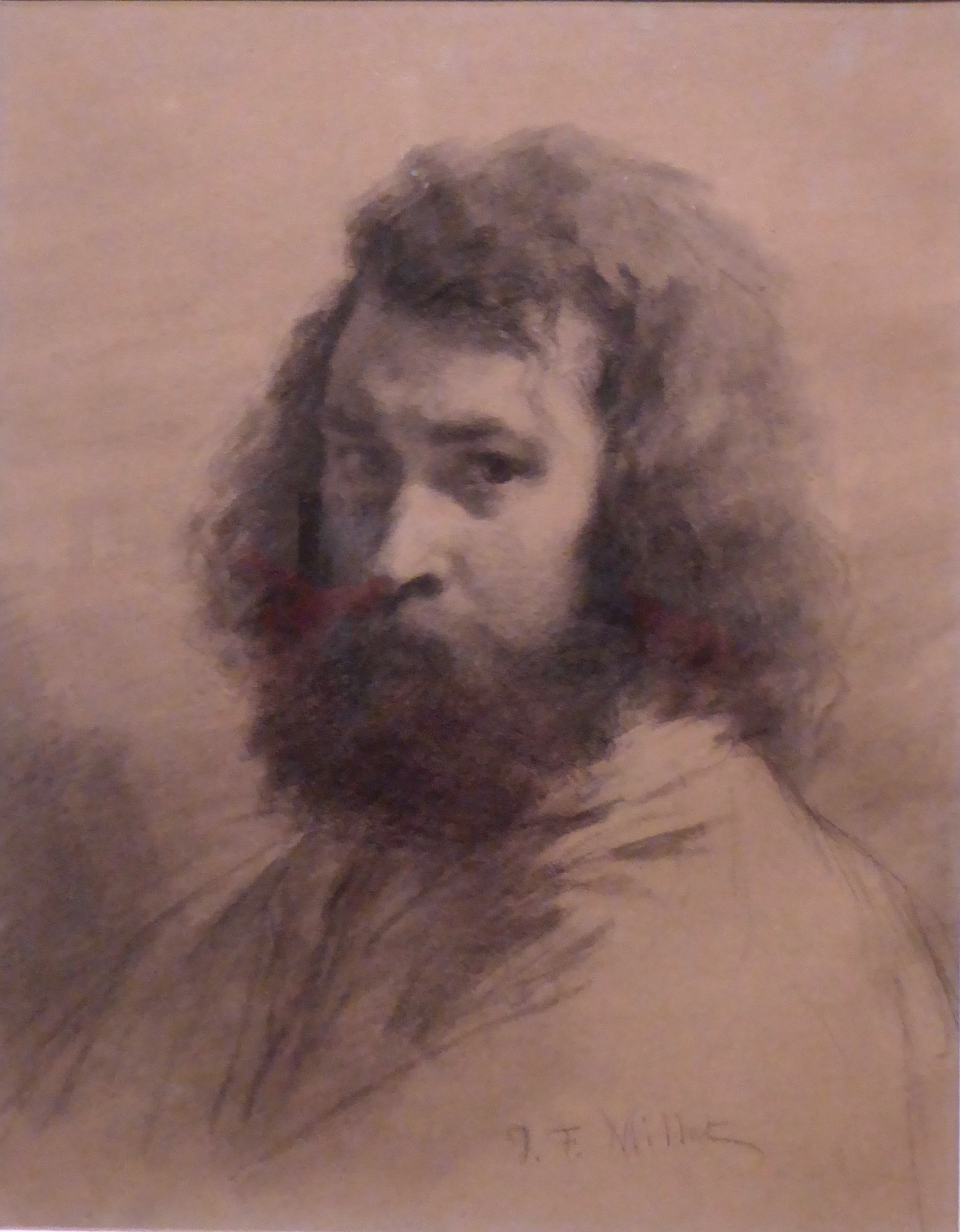
Jean-François Millet, autoportrait.

À la suite de La Récolte des pommes de terre et Des glaneuses, Millet s'attache dans ce tableau à représenter avec réalisme et délicatesse un aspect de la vie quotidienne des campagnes de son temps. Parallèlement au goût des foules paysannes pour les pratiques magiques et les grandes cérémonies ostentatoires[réf. nécessaire], il existe parmi les paysans une piété profonde[réf. nécessaire].
Ce tableau s'inspire de l'enfance paysanne de Millet : « L'Angélus est un tableau que j'ai fait en pensant comment, en travaillant autrefois dans les champs, ma grand-mère ne manquait pas, en entendant sonner la cloche, de nous faire arrêter notre besogne pour dire l'angélus pour ces pauvres morts ».

## Description
Au premier plan, un couple de paysans interrompt sa récolte de pommes de terre. La fourche pour arracher les tubercules du sol est plantée dans la terre, le panier pour les ramasser, et les sacs et la brouette pour les transporter sont laissés sur place. Les deux personnages joignent leurs mains et inclinent leur tête pour prier. À l'arrière-plan est esquissé le clocher de l’église Saint-Paul de Chailly-en-Bière qui apparaît dans la lumière jaune et rose du coucher de soleil.

## Historique

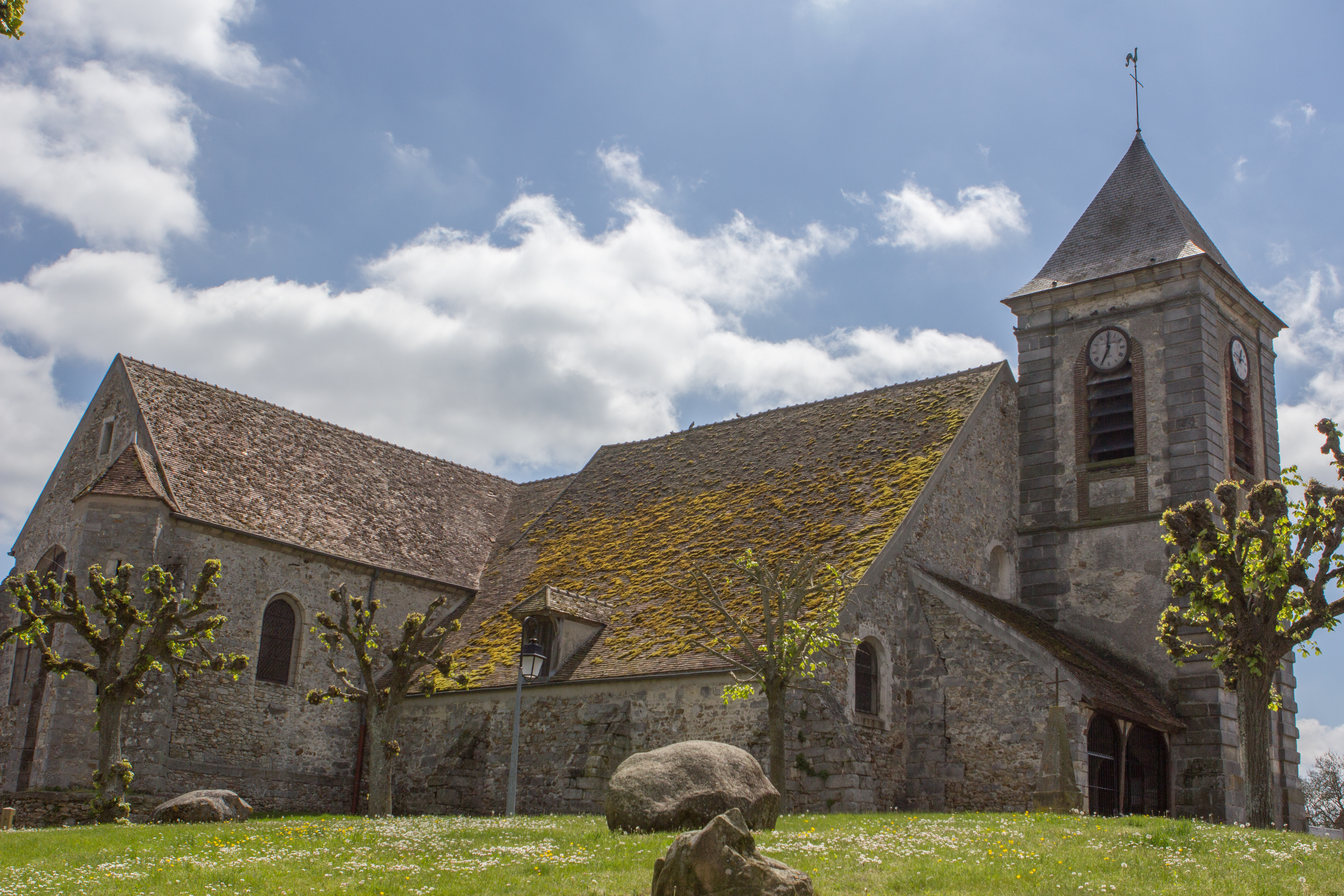
Église Saint-Paul de Chailly-en-Bière, en Île-de-France.

Le début de l'histoire du tableau est très mouvementé : il change de propriétaire à de nombreuses reprises et son prix va progressivement battre tous les records de l'époque pour une peinture moderne.
Le commanditaire initial du tableau, l'artiste et collectionneur américain Thomas Gold Appleton, n'en prend pas possession. L'œuvre passe donc d'abord en 1860 dans la collection d'Alfred Feydeau, pour 1 800 francs, puis chez Pierre Blanc (beau-père d'Alfred Stevens) en 1870 pour 3 000 francs qui le cède à son frère Arthur Stevens (1825-1890), lequel le revend à Van Praët à Bruxelles pour 5 000 francs. Le tableau est échangé en 1874 contre La Grande Bergère de Millet, qui appartenait à Paul Tesse, et est ensuite racheté par Émile Gavet, puis part chez Victor Papeleu, à partir de 1875, et passe par le galeriste Paul Durand-Ruel qui le revend 38 000 francs à un certain John W. Wilson, lequel met en vente ses tableaux le 14 mars 1881 : c'est Eugène Secrétan qui l'emporte, après tirage au sort, pour 160 000 francs. En 1889, Secrétan doit liquider sa collection, menacé d'être ruiné après l'explosion de la bulle spéculative sur le cuivre.

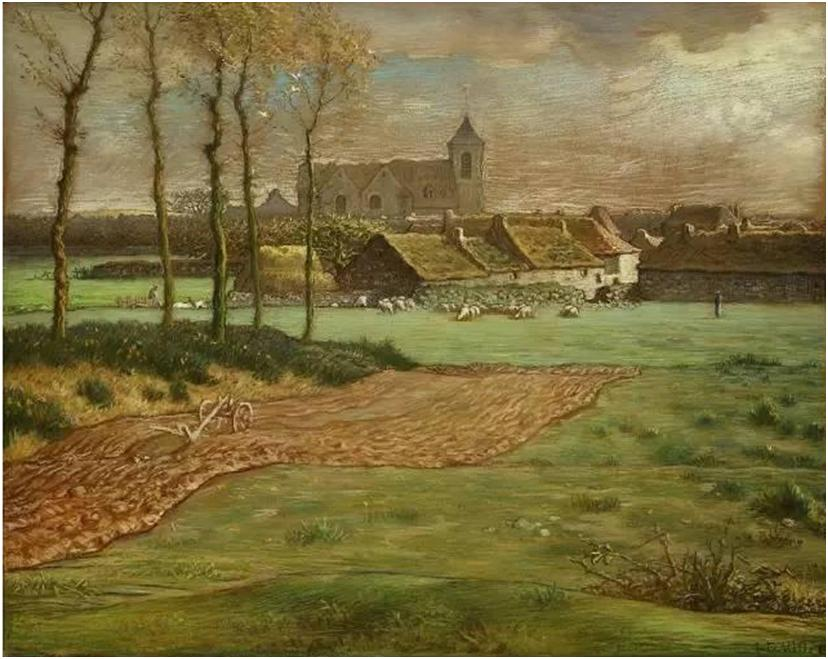
L'Église de Chailly (1867) par Jean-François Millet.

La vente Secrétan est annoncée le 1er juillet 1889 chez le marchand Charles Sedelmeyer. Auparavant, la volonté de rachat du tableau par le musée du Louvre était devenue en France une affaire d'État, opposant la droite royaliste, qui ne voulait pas de cette acquisition, au gouvernement, qui ne voulait pas que le tableau devienne la propriété des musées américains. L'État ne réunissant pas la somme nécessaire, le tableau est acheté chez le marchand Georges Petit pour 553 000 francs par le biais d'Antonin Proust pour le compte du Syndicat des amateurs d'art français le 1er juillet 1889. Le syndicat a déjà réuni 200 000 francs et attend le complément de l'État, mais Proust reçoit une contre-proposition d'un certain Sutton, un Américain représentant une association d'amateurs d'art. L'État ne trouvant pas l'argent, Sutton remporte la mise. Il revend le tableau l'année suivante à Alfred Chauchard pour 750 000 francs-or.
Chauchard le lègue à sa mort en 1909 à l'État, qui l'attribue au musée du Louvre, qui le transfère au musée d'Orsay lors de sa création en 1986.
C'est cette forte augmentation du prix de l'œuvre, qui permit aux propriétaires successifs de réaliser un profit considérable tandis que les héritiers de Millet vivaient dans la misère, qui a conduit à l'introduction du droit de suite dans le droit français.

## Postérité
Des variations de ce tableau de Millet apparaissent dans plusieurs de ses propres peintures.
L'Angélus a été très largement reproduit sur des supports tels que des calendriers, des canevas, des meubles ou des cahiers d'écolier. Il est ainsi devenu une sorte de symbole de la peinture populaire.
Cette œuvre a aussi été copiée ou réinterprétée par d'autres artistes des XIXe et XXe siècles.
Salvador Dalí en particulier était fasciné par ce travail, et lui a consacré en 1963 un livre entier, le Mythe tragique de l'Angélus de Millet. Dalí y écrit que les paysans figurant sur le tableau n'étaient pas simplement en prière pour l'Angélus, mais qu'ils se recueillaient devant un petit cercueil. Sur son insistance, le Louvre fait radiographier le tableau, ce qui révèle, à la place du panier, un caisson noir, que le peintre surréaliste interprète comme le cercueil d'un enfant de 6 ans,.
Il lui a en outre inspiré ses tableaux L'Angélus architectonique de Millet et Réminiscence archéologique de l'Angélus de Millet.
En bande dessinée, L'Angélus donne son titre à un album de Frank Giroud au scénario et de José Homs au dessin. Le protagoniste est un terne représentant de commerce qui ressent une émotion si forte lorsqu'il découvre un jour le tableau de Millet que cette obsession l'amènera à faire de nombreuses découvertes et à remettre profondément en cause le sens même de son existence. Dans le manga Les Gouttes de Dieu, ce tableau est utilisé pour décrire un Château Mouton Rothschild 1982.
En 1988, le tableau introduit le clip de la reprise par le groupe britannique The Christians de la chanson Harvest for the World du groupe américain The Isley Brothers sorti en 1976.